# Gladstone (Oregon)
Gladstone is een plaats (city) in de Amerikaanse staat Oregon, en valt bestuurlijk gezien onder Clackamas County.

## Demografie
Bij de volkstelling in 2000 werd het aantal inwoners vastgesteld op 11.438. In 2006 is het aantal inwoners door het United States Census Bureau geschat op 12.152, een stijging van 714 (6,2%).

## Geografie
Volgens het United States Census Bureau beslaat de plaats een oppervlakte van 6,5 km², waarvan 6,4 km² land en 0,1 km² water. Gladstone ligt op ongeveer 51 m boven zeeniveau.

## Plaatsen in de nabije omgeving
De onderstaande figuur toont nabijgelegen plaatsen in een straal van 4 km rond Gladstone.